# Nonea calceolaris
Nonea calceolaris är en strävbladig växtart som beskrevs av N.B. Nikiforova och Pazij. Nonea calceolaris ingår i släktet nonneor, och familjen strävbladiga växter. Inga underarter finns listade i Catalogue of Life.